# 藤野正三郎
藤野 正三郎（ふじの しょうざぶろう、1927年2月20日 - 2012年2月13日）は、日本の経済学者。経済学博士（一橋大学・論文博士・1965年）（学位論文｢日本の景気循環」）。一橋大学名誉教授。

## 経歴
昭和2年（1927年）、現在の福岡県北九州市に生まれる。1951年 東京商科大学（現一橋大学）卒業。1965年 論文｢日本の景気循環」で経済学博士（一橋大学）の学位を取得。審査員馬場啓之助、都留重人、大川一司。
一橋大学経済研究所教授、立正大学教授を経て、一橋大学名誉教授。篠原三代平（一橋大学名誉教授）と並び、日本の景気循環の理論的、実証的研究の第一人者。一橋大学在職中に、1982年から江見康一の後任として一橋大学経済研究所所長を務めた。1984年 退任。後任所長は宮鍋幟。理論・計量経済学会（現・日本経済学会）会長等も歴任。2012年2月13日、肺炎のため死去。84歳没。
指導学生に、寺西重郎（一橋大学名誉教授）、後藤晃（東京大学名誉教授）、石井安憲（早稲田大学名誉教授）、鵜飼康東（関西大学名誉教授）、天野昌功（千葉大学名誉教授）、高橋秀悦（東北学院大学名誉教授）、松川周二（立命館大学名誉教授）、三井清（学習院大学教授）、藤岡文七（元内閣府審議官）など多数。

## 著作

### 単著
- Money, Employment, and Interest: Towards a Reconstruction of Keynesian Economics (Economic Research Series, No 23) (1988)
- 日本の景気循環―循環的発展過程の理論的・統計的・歴史的分析 （1965年） (経済学全集), 勁草書房 (1965)
- 日本のマネーサプライ, 勁草書房 (1994/02)

## 受賞
- 1965年 日経・経済図書文化賞・特賞（『日本の景気循環―循環的発展過程の理論的・統計的・歴史的分析』に対して）[13]
- 1965年 エコノミスト賞 （『日本の景気循環―循環的発展過程の理論的・統計的・歴史的分析』に対して）[13]
- 1993年 紫綬褒章[13]